# Sanya
Sanya ( em chinês: 三亚) é uma cidade situada a sul de província de Ainão da República Popular da China, tem uma população estimada de 536.000 habitantes (2006).
Imagens
|  |  |  |  |

1 - localização de Hainam dentro da China com a prefeitura de Sanya em destaque. 
2 - localização prefeitura de Sanya dentro de dentro de Hainam.
3 - localização da cidade de Sanya.
4 - vista da cidade.